# Хакулов, Азамат Хасанбиевич
Азамат Хасанбиевич Хакулов (род. 6 января 1994) — российский борец греко-римского стиля, призёр чемпионата России.

## Карьера
В июне 2016 года в Грозном завоевал бронзовую медаль на чемпионате России. В июне 2017 года во Владимире во второй раз завоевал бронзовую медаль на чемпионате России. В сентябре 2017 года в литовской Клайпеде стал бронзовым призёром чемпионата мира среди военнослужащих. 

## Спортивные результаты
- Чемпионат России по греко-римской борьбе 2016 — ;
- Чемпионат России по греко-римской борьбе 2017 — ;
- Чемпионат мира по борьбе среди военнослужащих 2017 — ;